# 平越府
平越府，中国古代的府。
元世祖至元二十年（1283年）置平越军民长官司，明太祖洪武十四年（1381年）置平越守御千户所，十五年（1383年）闰二月置平越卫，十七年（1385年）二月为平越军民指挥使司。万历二十八年（1600年），明朝政府平定播州杨氏土司杨应龙的叛乱。万历二十九年四月（1601年），置平越军民府于卫城，以播州宣慰司地益之，属贵州布政司。平越府治所在今贵州省福泉市，下领二卫（清平卫、兴隆卫），一州（黄平州，下领三县：余庆县、甕安县、湄潭县），二长官司（凯里长官司、杨义长官司）。清朝嘉庆三年（1798年）废平越府，置平越直隶州，1913年废平越州入平越县。

## 延伸阅读
[在维基数据编辑]
 《欽定古今圖書集成·方輿彙編·職方典·平越府部》，出自陈梦雷《古今圖書集成》